# Порт (Ржев-3)
Порт (др. название: Ржев-3) — открытый военный городок в восточной части города Ржева Тверской области, на Советской стороне.
Является микрорайоном города. Состоит из 22 жилых домов, этажностью 3-5 этажей (есть один одноэтажный барак — дом № 101). Все дома микрорайона приписаны к одной улице — Челюскинцев.
Из учреждений культуры выделяются: музей ржевского корпуса ПВО и гарнизонный дом офицеров, имеется крупный стадион, также в порту находится филиал ДШИ № 3 в здании почтового отделения № 3.
В настоящее время в городке расквартированы: в/ч 40963 — 6-я бригада воздушно-космической обороны(бывш. 2-й корпус ПВО), в/ч 51592 — радиотехнический полк (бывшая 3-я радиотехническая бригада) и 514 авиационный ремонтный завод при котором действует военный аэродром (ныне используется как запасной).

## История
Первые жилые бараки появились в городке в конце 30-х годов XX века при строительстве во Ржеве военного аэродрома. Строительство производилось усилиями жителей близлежащих деревень Горчаково, Першино, Клешнево. В народе эту стройку прозвали «аэропорт», отсюда и пошло сокращение — Порт.
Гарнизон появился чуть позже, перед самой войной. Предполагалось оснастить его новейшей авиационной техникой того времени, но завершить комплектование помешала война. С началом войны несколько образцов[чего?], поступивших во Ржев, были переброшены на границу, где погибли в первые дни войны.
Осенью 1941 года немцы оккупировали Ржев. После успешного рывка под Москвой Красная армия надеялась быстро овладеть Ржевом, но безрезультатно. В течение двух лет в районе военного городка Ржев-3 велись непрерывные ожесточённые бои. Городок несколько раз переходил из рук в руки. На его территории и в окрестных лесах погибло бесчисленное количество воинов с обеих сторон.
После войны с 1960 года во Ржеве-3 разместился штаб 2-го корпуса ПВО, здесь с 1950 года был размещён 88-й истребительный авиационный корпус ПВО, командовать которым был назначен знаменитый лётчик-ас А. И. Покрышкин.
В разное время в гарнизоне проходили службу лётчики Герои Советского Союза: Н. Д. Гулаев, А. Е. Боровых, В. Н. Кубарев, А. C. Смирнов, лётчик (в будущем космонавт) В. Ф. Быковский и многие другие.
Жилищное строительство в городке осуществлялось в два этапа, в 40-е и в 60-е годы.
Вплоть до 1990-х годов городок был отделён забором и КПП. Вход осуществлялся строго по пропускам. Со временем строгость исчезла, а в заборе появились многочисленные дыры. Сейчас об этих временах напоминает только заброшенное здание КПП.